# Río Vézère
El río Vézère (en occitano Vesera) es un río de Francia, un afluente por la derecha del río Dordoña. Nace a unos 700 m s. n. m. en la turbera de Longéroux (Corrèze), en la meseta de Millevaches y desemboca en Limeuil (Dordoña). Su longitud es de 211 km y su cuenca tiene una extensión de 3.736 km².
Todo su recorrido se desarrolla en los departamentos de Corrèze y Dordoña. Las principales poblaciones que atraviesa son Uzerche, Terrasson-Lavilledieu y Les Eyzies-de-Tayac-Sireuil. Pasa por las proximidades de Brive-la-Gaillarde.
En su curso superior presenta gargantas, que constituyen uno de los atractivos turísticos de la región. Además se han aprovechado para dar acceso al ferrocarril hasta Brive. Otros usos del río son los hidroeléctricos, con las presas de Monceaux-la-Virolle y de Treignac.
En su valle inferior se encuentran numerosas cuevas prehistóricas, como las de Lascaux o Les Eyzies-de-Tayac.
Su principal afluente es el río Corrèze (94,6 km).